# Masaje tántrico
El masaje tántrico es una técnica del Neotantra que a través de prácticas sexuales buscaría el equilibrio o armonización de la energía[SIC], en el camino hacia un estado superior de conciencia; proceso que según sus creeyentes se realizaría a través del uso de la energía sexual que se liberaría en su práctica.
Según sus seguidores, esta práctica sería un tipo de "tantra” en el cual el éxtasis del placer no sería el objetivo en sí, sino el medio a través del cual sus seguidores indican que puede liberar al hombre y conducirle a la plenitud espiritual, a la conciencia pura.
El masaje tántrico en su práctica es un tipo de masaje erótico en el que la finalidad no es alcanzar la eyaculación sino como una forma de "meditación" en pareja y de bienestar personal.
Sin embargo, sus detractores afirman que el masaje tántrico es realmente un término inventado por escritores new age para dar "valor agregado” a prácticas en los cuales esté involucrado el masaje de los genitales femeninos y masculinos; a los que se menciona por sus nombres sánscritos, ioni y língam, para así tratar de crear un falso nexo entre esta práctica con la cultura oriental de la India.

### Definición
Según sus seguidores, el masaje “tántrico” sería un masaje profundamente relajante y sensual que se puede utilizar con fines físicos, mentales y espirituales. 
Igualmente, según sus seguidores, los beneficios de esta práctica serían numerosos. Un aspecto significativo de este tipo de masaje sería su capacidad para liberar el estrés y la tensión en el cuerpo. También indican que tendría la capacidad de reducir la ansiedad y la depresión y aliviar el dolor crónico.
El masaje tántrico es un masaje que dura aproximadamente una hora y el objetivo es llevar al receptor a un estado profundo de meditación y relajación. El masaje se realiza con movimientos lentos y suaves, y el receptor debe estar desnudo para tener suficiente contacto con la piel.
Según sus seguidores, podría ser beneficioso para las personas que padecen problemas de espalda, dolor crónico, insomnio, fatiga, estrés o incluso presión arterial alta.

## Ventajas sensitivas del Masaje Tántrico
A lo largo del estudio de los diferentes movimientos básicos, se ha observado que los efectos del masaje son variados. Durante mucho tiempo, en Occidente se consideró que el masaje tenía principalmente efectos mecánicos, aunque la tradición oriental le atribuía efectos orgánicos desde siglos atrás. Más recientemente, la investigación biológica ha demostrado los efectos bioquímicos del masaje, y actualmente nadie niega sus beneficios psicológicos. También es importante saber cómo se hace un masaje tántrico de forma correcta.
Los científicos han demostrado que bajo los efectos del masaje se produce una modificación de los tejidos a tres niveles: en primer lugar, y más aún en los masajes profundos reflejos, como la integración postural o el masaje reflejo alemán, se observa una modificación bioquímica de los tejidos, en particular del tejido conjuntivo, que adquiere así una flexibilidad mucho mayor. El oxígeno que necesita dicha modificación química muestra la importancia de acompañar el masaje con una liberación respiratoria. El esfuerzo físico que precede al masaje, una respiración voluntaria profunda, y el calentamiento que atrae localmente el oxígeno de la sangre, cumplen este papel.

## Críticas
Entre las críticas recibidas a las diferentes prácticas de Neotantra, se encuentra su uso por parte del “gurú” o maestro de esta práctica como una forma encubierta de abuso sexual “consensuado”; siendo equivalente a hechos similares sucedidos en algunas sectas, en el que a la práctica sexual se le atribuye un componente divino o espiritual.